# 冠山站
冠山站位于中华人民共和国江西省南昌市新建区经开区昌北大道与英雄三路交叉口，是南昌地铁1号线的地铁车站。

## 车站结构
冠山站为地下二层岛式站台车站，车站总长202.4米，车站宽度18.3米，风亭数量2个，总建筑面积12378平方米，其中地上599平方米，地下11779平方米。

### 楼层
| 1层  | 地面               | 出入口                       |  |  |
| -1层 | 站厅               | 自动售票机、客服中心         |  |  |
| -2层 |                    | █ 1号线 往昌北机场（定子山） |  |  |
|      | 岛式站台，左侧开门 |                              |  |  |
|      |                    | █ 1号线 往麻丘（南齒）       |  |  |

### 出入口
| 编号                   | 指示         | 照片 | 建议前往的目的地 |
| ---------------------- | ------------ | ---- | ---------------- |
| 出口 · 2L · 升降机标志 | 昌北大道北侧 |      |                  |
| 出口 · 3L              | 英雄三路西侧 |      | 冠山路           |
| 出口 · 4L              | 英雄三路西侧 |      | 宝莱特科技园     |
| 註： 設有              |              |      |                  |

## 历史
本站在二期规划调整公示时称作昌北大道站，往后均称作冠山站，以车站所处的冠山片区为名。
2025年6月28日，车站随1号线东延段开通而启用。